# محمد البرغثي
محمد محمود البرغثي تولى منصب وزير الدفاع في وزارة علي زيدان لشهور في 2013م وخلفه عبد الله الثني بانتخاب المؤتمر الوطني العام في شهر 8. كان قائدا في القوات الجوية الليبية في عهد القذافي.

## الاستقالة
قدم استقالته في شهر 5 على خلفية ضغوط لتمرير قانون العزل السياسي الليبي ورُفضت، ثم قدم استقالته ثانية في شهر 6 على خلفية أحداث عنف قتل فيها خمسة فقُبلت.